# Nižná Rybnica
Nižná Rybnica és un poble i municipi d'Eslovàquia. Es troba a la regió de Košice, a l'est del país.

## Història
La primera referència escrita de la vila data del 1333.

## Demografia
| Godina             | 1994 | 2004    | 2014   | 2024   |
| ------------------ | ---- | ------- | ------ | ------ |
| Nombre de persones | 355  | 410     | 421    | 419    |
| Diferència         |      | +15,49% | +2,68% | −0,47% |

| Godina             | 2023 | 2024   |
| ------------------ | ---- | ------ |
| Nombre de persones | 416  | 419    |
| Diferència         |      | +0,72% |